# تعدد القيم
في الأخلاقيات، يشير تعدد القيم (المعروف كذلك باسم التعددية الأخلاقية أو تعددية الأخلاق) إلى الفكرة التي تنص على وجود العديد من القيم التي ربما تكون صحيحة وجوهرية بشكل متساوٍ، إلا أنها تتعارض مع بعضها البعض. وبالإضافة إلى ذلك، فإن تعدد القيم يفترض في العديد من الحالات، مثل هذه القيم غير المتوافقة ربما تكون غير متناسبة، بمعنى أنه لا يوجد ترتيب موضوعي لها فيما يتعلق بالأهمية. ويعارض تعدد القيم أحادية القيم.
وتعدد القيم عبارة عن نظرية في الرياضيات، وليست نظرية في الأخلاقيات المعيارية، أو مجموعة من القيم في حد ذاتها. ويقال إن الفيلسوف ومؤرخ الأفكار إيزاياه بيرلين من أكسفورد هو أول من قام بكتابة عمل جوهري يصف نظرية تعدد القيم الموضوعية، مما وضع تلك النظرية في إطار الاهتمام الأكاديمي. (cf. the Isaiah Berlin Virtual Library). وتظهر الفكرة ذات الصلة بأن القيم الجوهرية يمكن أن تتعارض، وفي بعض الأحيان تتعارض بالفعل، مع بعضها البعض في رأي ماكس ويبر، والتي تظهر في مفهومه المتعلق «بالشرك».

## السياق
مفهوم تعدد القيم هو بديل لنظرية النسبية الأخلاقية والمطلقة الأخلاقية (التي أطلق عليها بيرلين اسم الواحدية). من أمثلة تعدد القيم فكرة أن الحياة الأخلاقية للراهبة لا تتوافق مع حياة الأم، إلا أنه لا يوجد إجراء عقلاني بحث حيال أيهما أفضل. وبالتالي، فإن القرارات الأخلاقية غالبًا ما تتطلب فروقًا جوهرية مع عدم وجود حساب عقلاني لتحديد البدائل التي يتم اختيارها.
ويختلف تعدد القيم عن نسبية الأخلاق في أن التعددية تقبل الحدود فيما يتعلق بالفرق، كما هو الحال عندما يتم انتهاك الاحتياجات البشرية الضرورية.

## معتنقو هذه النظرية
توقع ويليام جيمس تعدد القيم لبيرلين في مقال حول «الفيلسوف الأخلاقي والحياة الأخلاقية»، حيث قام بإلقاء هذه النظرية في البداية في شكل محاضرة في عام 1891. وقد كتب أنه لا توجد «أي من الإجراءات الخاصة [بالخيرية] التي تم اقتراحها، ومع ذلك، مع الأخذ في الاعتبار الرضا (...)، فإن المثل المختلفة ليس لها سمة شائعة بغض النظر عن كونها مثل. ولا يمكن استخدام مبدأ مجرد مفرد فيما يتعلق بالفيلسوف؛ أي شيء مثل الدقة العلمية ونطاق التحايل على القانون المفيد.»
قام جوزيف راز وغيره بالمزيد من العمل من أجل توضيح تعدد القيم والدفاع عنه. على سبيل المثال، دافع الفيلسوف السياسي ويليام جالستون، مستشار السياسة السابق للرئيس بيل كلينتون، عن منهج بيرلين المتعلق بتعدد القيم في كتب مثل التعددية التحررية.

## الانتقادات
من أوجه النقد الهامة لتعدد القيم النقد الذي قدمه الفيلسوف تشارلز بلاتبيرج، الذي كان أحد تلاميذ بيرلين. ومن بين الانتقادات الهامة لتعدد القيم في العصور الحديثة يظهر رونالد دوركين، الذي يحاول صياغة نظرية ليبرالية المساواة من نقطة انطلاق واحدية. نشر الديمقراطي التداولي روبرت تاليس العديد من المقالات التي تنتقد تعددية إيزاياه بيرلين وويليام جالستون وريتشارد فلاثمان وجون جراي. يقترح آلان براون أن بيرلين يتجاهل حقيقة أن القيم في حقيقة الأمر قابلة للقياس حيث يمكن مقارنتها من خلال مساهماتها المتنوعة تجاه الصالح البشري. وفيما يتعلق بأغراض الحرية والمساواة والفاعلية والإبداعية وما إلى ذلك، يقول براون إن تلك الأمور ليست أغراضًا في ذاتها، إلا أنها يتم تقييمها من خلال تبعاتها. ويستنتج براون أن بيرلين فشل في إظهار أن مشكلة تعارض القيم لا يمكن حلها بشكل مبدئي.

## وصلات خارجية
- The Isaiah Berlin Virtual Library
- Philosophy Bites podcast interview: Henry Hardy on Isaiah Berlin's Pluralism.